# 35534 Clementfeller
35534 Clementfeller è un asteroide della fascia principale. Scoperto nel 1998, presenta un'orbita caratterizzata da un semiasse maggiore pari a 3,1444191 au e da un'eccentricità di 0,2004159, inclinata di 24,35838° rispetto all'eclittica.